# Partit Social Demòcrata (Papua Nova Guinea)
El Partit Social Demòcrata (en anglès: Social Democratic Party) és un partit polític de Papua Nova Guinea, fundat el juny de 2010 pel governador de Port Moresby, Powes Parkop.
Va guanyar tres escons a les eleccions de 2012: Parkop (districte provincial de la capital nacional), Justin Tkatchenko (Moresby South Open) i Joseph Yopyyopy (Wosera-Gawi). Va donar suport al govern del primer ministre Peter O'Neill, i Tkatchenko va ser nomenat ministre de l'Esport. Més tard, Yopyyopy va unir-se al Partit Recursos Units, mentre que Tkatchenko ho va fer al Congrés Nacional del Poble. Al maig de 2019, el partit tenia 2 escons al Parlament Nacional. El seu màxim líder és Powes Parkop, el seu president Wesley Sanarup i el seu secretari Justin Yatu.